# Plappeville
Plappeville est une commune française située dans le département de la Moselle.

## Géographie

### Localisation
La commune se situe à l'ouest de la ville de Metz. Elle est implantée sur le plateau au-dessus des coteaux de Metz et du Ban-Saint-Martin entre 250 et 300 m d’altitude. Située à la ceinture de Metz elle bénéficie de la proximité de la ville de Metz et de ses atouts tout comme de ses « promenades vertes ».

### Sismicité
Commune située dans une zone 1 de sismicité très faible.

### Climat
Pour des articles plus généraux, voir Climat du Grand Est et Climat de la Moselle.
En 2010, le climat de la commune est de type climat des marges montargnardes, selon une étude du Centre national de la recherche scientifique s'appuyant sur une série de données couvrant la période 1971-2000. En 2020, Météo-France publie une typologie des climats de la France métropolitaine dans laquelle la commune est exposée à un climat semi-continental et est dans la région climatique  Lorraine, plateau de Langres, Morvan, caractérisée par un hiver rude (1,5 °C), des vents modérés et des brouillards fréquents en automne et hiver. 
Pour la période 1971-2000, la température annuelle moyenne est de 9,5 °C, avec une amplitude thermique annuelle de 16,4 °C. Le cumul annuel moyen de précipitations est de 767 mm, avec 12,6 jours de précipitations en janvier et 9,2 jours en juillet. Pour la période 1991-2020, la température moyenne annuelle observée sur la station météorologique de Météo-France la plus proche, « Metz-Frescaty », sur la commune d'Augny à 8 km à vol d'oiseau, est de 11,1 °C et le cumul annuel moyen de précipitations est de 713,5 mm. 
La température maximale relevée sur cette station est de 39,7 °C, atteinte le 25 juillet 2019 ; la température minimale est de −23,2 °C, atteinte le 17 février 1956,,. 
Les paramètres climatiques de la commune ont été estimés pour le milieu du siècle (2041-2070) selon différents scénarios d'émission de gaz à effet de serre à partir des nouvelles projections climatiques de référence DRIAS-2020. Ils sont consultables sur un site dédié publié par Météo-France en novembre 2022.

### Hydrographie et les eaux souterraines
La commune est située dans le bassin versant du Rhin au sein du bassin Rhin-Meuse. Elle n'est drainée par aucun cours d'eau.

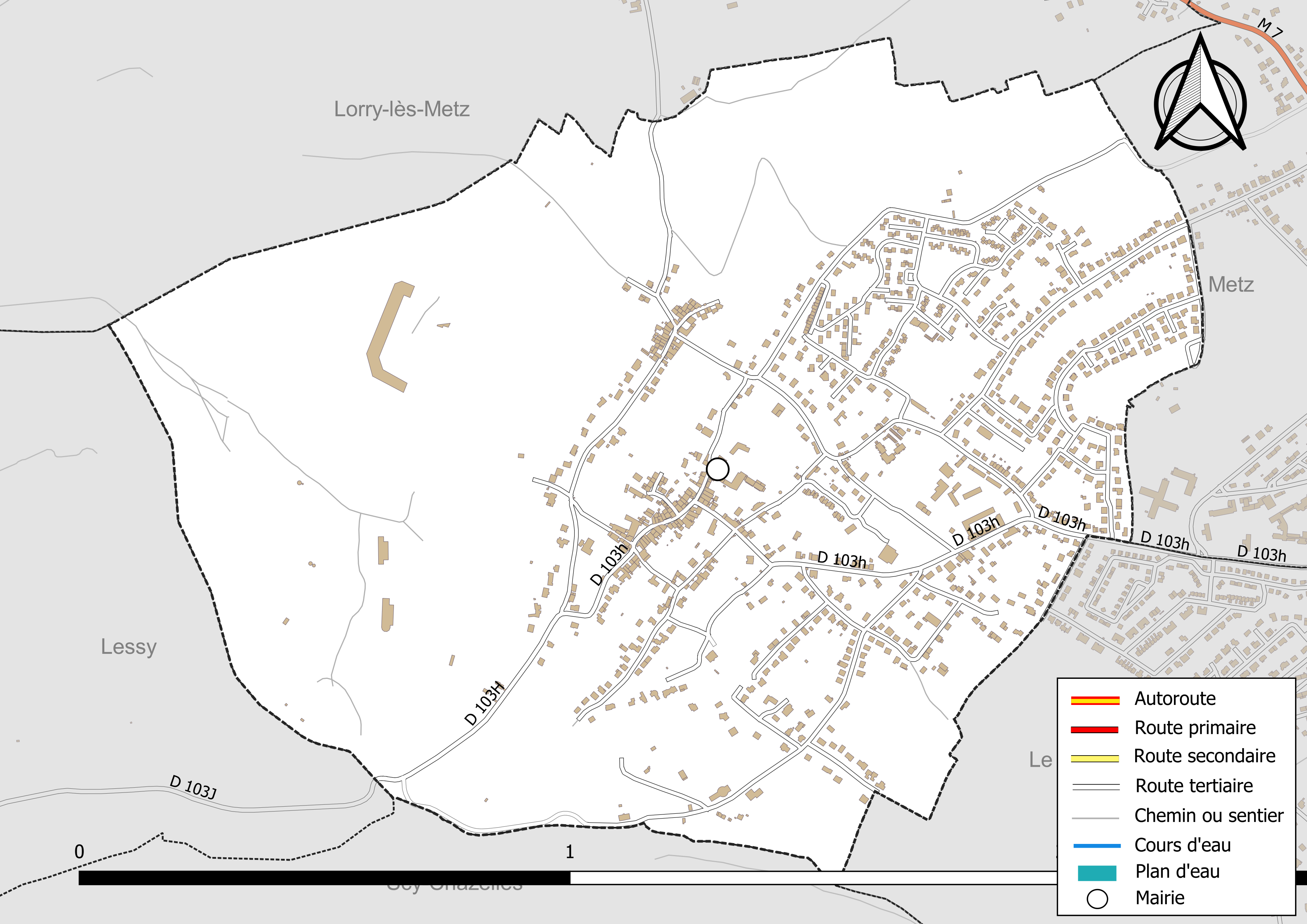
Réseaux hydrographique et routier de Plappeville.

## Urbanisme

### Typologie
Au 1er janvier 2024, Plappeville est catégorisée ceinture urbaine, selon la nouvelle grille communale de densité à sept niveaux définie par l'Insee en 2022.
Elle appartient à l'unité urbaine de Metz, une agglomération intra-départementale regroupant 42  communes, dont elle est une commune de la banlieue,,. Par ailleurs la commune fait partie de l'aire d'attraction de Metz, dont elle est une commune de la couronne,. Cette aire, qui regroupe 245 communes, est catégorisée dans les aires de 200 000 à moins de 700 000 habitants,.

### Occupation des sols
L'occupation des sols de la commune, telle qu'elle ressort de la base de données européenne d’occupation biophysique des sols Corine Land Cover (CLC), est marquée par l'importance des territoires artificialisés (49,3 % en 2018), en diminution par rapport à 1990 (50,6 %). La répartition détaillée en 2018 est la suivante : 
zones urbanisées (49,2 %), forêts (21,9 %), milieux à végétation arbustive et/ou herbacée (15,2 %), zones agricoles hétérogènes (10,5 %), prairies (3,1 %), espaces verts artificialisés, non agricoles (0,1 %). L'évolution de l’occupation des sols de la commune et de ses infrastructures peut être observée sur les différentes représentations cartographiques du territoire : la carte de Cassini (XVIIIe siècle), la carte d'état-major (1820-1866) et les cartes ou photos aériennes de l'IGN pour la période actuelle (1950 à aujourd'hui).

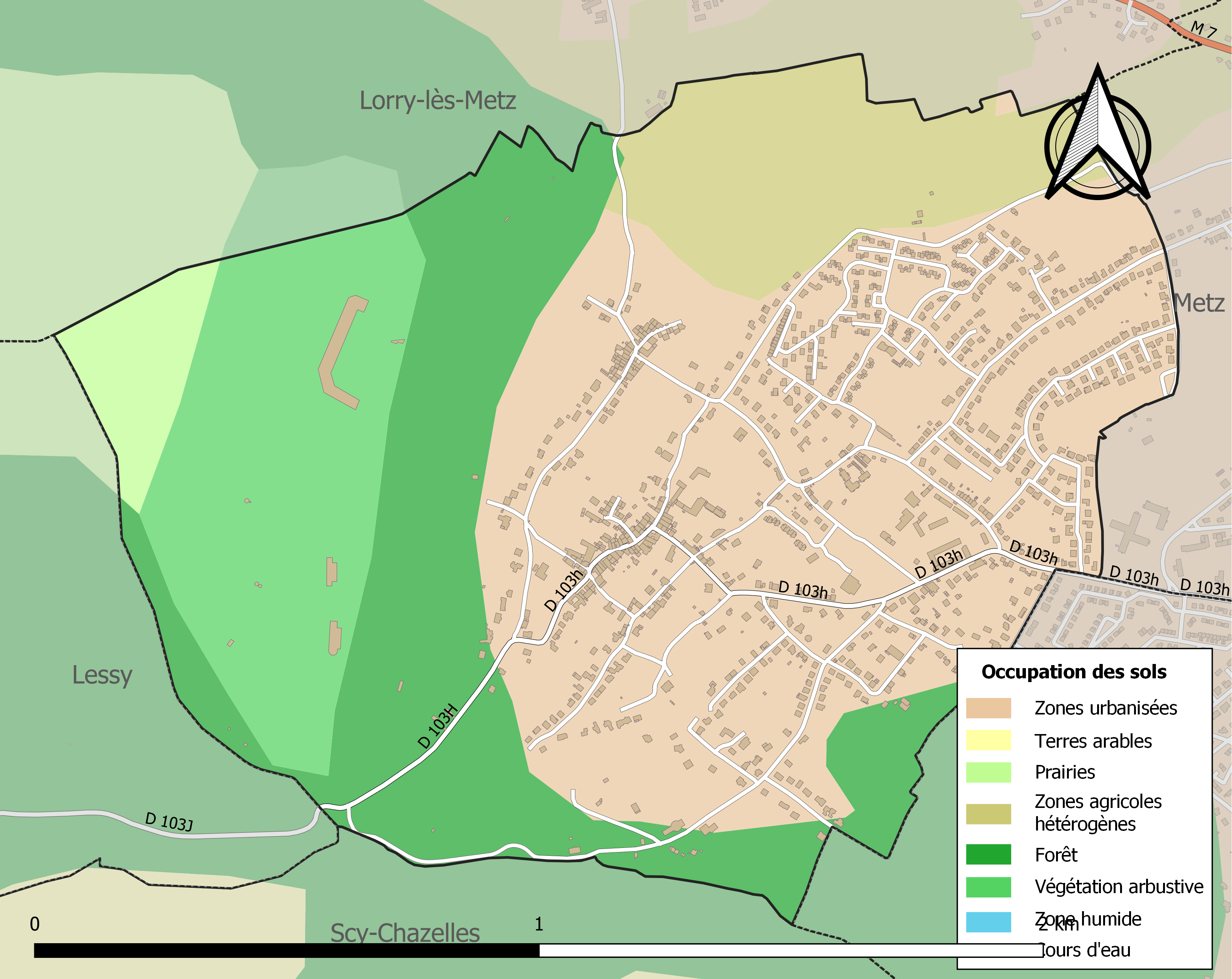
Carte des infrastructures et de l'occupation des sols de la commune en 2018 (CLC).

## Toponymie
Anciennes mentions : Plaplivilla, 1130. Pappivilla, 1143. Plapevilla, 1171. Pleppeville, 1196. Blabivuille, 1218. Pleipville, XVe siècle. Plaippeville, 1404. Peleppeville, 1425. Plepeville, 1437. Plepteville, 1482. Pletteville, 1491. Plaitteville, 1514. Platteville, 1606. Plateville, 1610. Pleppeville, 1636. En patois : Piaitvelle.
NP germain. Barbila, Bavilo. Le nom de la ville vient de iaca + villa.

## Histoire
D'après les travaux menés par l'historien Louis Viansson, les environs immédiats de la ville de Divodorum, rebaptisée plus tard Metz, sont déjà habités au début de l'occupation romaine. Un certain nombre de villas furent érigées sur les pentes du mont Saint-Quentin, non loin de la route reliant Reims à Trèves. Le quartier de Tignomont, actuellement situé sur les hauteurs du village, tire sans doute son nom des bûcherons qui exploitaient alors les forêts avoisinantes. 
Au VIIe siècle, saint Pappole, 28e évêque de Metz, fait construire sa résidence d’été à l’emplacement actuel du village. Il baptise sa résidence Pappoli Villa, qui deviendra un toponyme, d’où la commune tire son nom. Par la suite, il lèguera la villa à l’abbaye de Saint-Symphorien qu’il avait lui-même fondée. Vers 835, Drogon, 40e évêque de Metz, rapporte de Saint-Quentin-en-Vermandois des reliques de saint Quentin. Il fait construire un oratoire au sommet de la mont Saint-Quentin où sont déposées les reliques. Cet oratoire fut par la suite remplacé par un sanctuaire qui servit de paroisse, plusieurs siècles durant, aux habitants de Plappeville, Scy-Chazelles, Lessy et Longeville. En 923, le village est rasé par les troupes d’Henri l’Oiseleur. Les moines de Saint-Symphorien s’attellent à sa reconstruction. Ils érigent une grande chapelle où seront entreposées les reliques de sainte Brigitte, abbesse de Kildare près de Dublin, morte en 523. Sainte Brigide est toujours la patronne du village, comme en témoigne la présence des langues de feu sur le blason de la commune.
En 1143, l'église de Plappeville, ainsi que ses dépendances, passent sous l’autorité de l’abbaye de Gorze. En 1212, l’abbaye de Saint-Symphorien récupère la possession de l’église de Plappeville. De 1346 à 1443, les armées de Robert de Commercy ravagent à trois reprises le pays messin, en particulier Tignomont. Puis la cité de Metz entre en guerre contre le duc de Lorraine. Le siège de Metz dure sept mois et oblige les habitants du Val de Metz à trouver refuge derrière les remparts de la cité. Les villages alentour, dont Plappeville, sont rayés de la carte. Une fois de plus, le village est reconstruit, en particulier l’église, dont les travaux s’achèvent en 1493. L’église actuelle date de cette époque. Du bâtiment originel ne subsistent que la tour et quelques piliers.
En 1552, les troupes d'Albert de Brandebourg établissent leur quartier dans le village, lors du siège de Metz par Charles Quint. Après le siège, le village de Plappeville, comme les autres villages du pays messin, est annexé au royaume de France. De 1588 à 1593, pas moins de 30 habitants sont reconnus coupables d’actes de sorcellerie et exécutés en place publique. En 1603, sur les terres communales, Nicolas Houillon aménage une source ferrugineuse, dite de la Bonne Fontaine.
Au début du XVIIe siècle, le greffier de justice de l’abbaye Saint-Symphorien, Jean Bauchez, entreprend la rédaction d’un journal relatant les évènements importants survenus au sein du village. À l’époque, le village compte près de 300 âmes et une dizaine de notables messins y font construire leurs résidences d’été. La viticulture fait alors vivre 65 foyers sur 71. En 1635, pendant la guerre de Trente Ans, les armées de Bernard de Saxe-Weimar prennent d’assaut le village. Peu après, en 1636, le village est pillé par les soldats croates de l’Empereur et échappe de peu aux flammes. En 1643, Plappeville est de nouveau mis à sac par une bande de Bourguignons. Ce pillage met fin à une série de dommages causés par les guerres de Trente Ans, notamment la peste et le typhus, transmis par les soldats, qui frappèrent durement le village à cette époque.
Au XVIIIe siècle, malgré les famines et les maladies, la tradition viticole subsiste et reste l’activité dominante de la population. En 1701, les premiers registres d’état civil apparaissent dans la paroisse. Ils sont d’abord tenus par les prêtres, puis par la mairie à partir de 1790. En 1728, le ban communal compte 49 ha de vignobles. En 1789, lors des États Généraux, les habitants adressent leur cahier de doléances au roi. Ils y dénoncent les impôts et autres redevances seigneuriales qui les privent des trois cinquièmes de leurs revenus. Le village sera épargné par les tourments de la Révolution. De nombreux émigrés y trouvent refuge, fuyant les troubles et la Terreur.
Au XIXe siècle, la commune perpétue sa tradition viticole. En 1814, lors du siège de Metz, une division russe occupe temporairement le village. En 1870, le maréchal Bazaine, fils d'un Scygéocastellois, établit son quartier général dans le village. Il y organise la défense de Metz. Le 27 octobre 1870, la ville de Metz tombe aux mains des Prussiens, après un siège de deux mois. Le 22 novembre 1870, le dépôt de munitions du fort de Plappeville, occupé par les Allemands, explose. De nombreux prisonniers de guerre français périssent dans l'accident. De par le traité de Francfort, Plappeville, tout comme l’Alsace et la Moselle, est annexé par l’Allemagne. Les Allemands reconstruisent le fort et l’intègrent à une nouvelle ceinture fortifiée. Les familles plappevilloises sont peu à peu remplacées par des familles allemandes. Les grandes maisons, souvent entourées de hauts murs, sont rachetées par des bourgeois ou des aristocrates allemands, notamment le Generalfeldmarschall Gottlieb von Haeseler. Celui-ci, amoureux du pays, reviendra finir sa vie au village et y sera inhumé en 1920. Lorsque la Première Guerre mondiale éclate, les Mosellans se battent naturellement pour l’Empire allemand. Beaucoup de jeunes gens tombent au champ d'honneur sous l’uniforme allemand. Le 2 septembre 1915, la commune prend le nom de Papolsheim par décret impérial. Les restrictions alimentaires amènent bientôt les habitants à ruser avec les autorités militaires pour cacher le bétail. Les Plappevillois accueillent avec joie la fin des hostilités et la paix, enfin retrouvée. La commune redevient française en janvier 1919.
Si Plappeville n'a pas été directement touché par la Première Guerre mondiale, il n’en fut pas de même pendant la Seconde Guerre mondiale. Une fois de plus, le village connut l'annexion, mais cette fois, la transition fut brutale. Le 11 novembre 1940, l’armée allemande expulse 95 % de la population du village, qui doit se réfugier en zone libre, d'Albi à Castres, en passant par Quillan ou Cordes. Le 1er avril 1941, la commune de Plappeville, rebaptisée Pleppweiler, intègre le Stadtkreis Metz, le district urbain du Grand Metz. Au cours de la bataille de Metz, après trois jours de combat acharnés, la commune de Plappeville est libérée le 21 novembre 1944 par la 5e division d’infanterie de l’armée Patton. C'est au cours de ces combats, que la voûte de l’église fut endommagée par un bombardement américain visant les forts du Saint-Quentin, le 19 novembre 1944. Après la libération de la commune, deux détachements de la 462e Volks-Grenadier-Division de l'armée de Knobelsdorff résistèrent encore deux semaines dans les forts du Saint-Quentin et de Plappeville, interdisant le retour de la population civile dans la commune.
De 1950 à 1980, et pour renouer avec une tradition qui remonte à 1800, le village organise la fête de saint Vincent, patron des vignerons.

## Politique et administration
| Période                                  | Période   | Identité          | Étiquette | Qualité    |
| ---------------------------------------- | --------- | ----------------- | --------- | ---------- |
| Les données manquantes sont à compléter. |           |                   |           |            |
| 1929                                     |           | Victor Zimmerman  |           |            |
| 1945                                     |           | Pierre Gontard    |           |            |
| 1953                                     |           | Léon Larue-Dubost |           |            |
| 1955                                     |           | Roger Berrier     |           |            |
| 1960                                     | mars 1989 | Jean Lansac       |           |            |
| mars 1989                                | juin 1995 | Robert Mirgain    |           |            |
| juin 1995                                | En cours  | Daniel Defaux     | DVD       | Professeur |

### Budget et fiscalité 2022
En 2022, le budget de la commune était constitué ainsi :
- total des produits de fonctionnement : 1 462 000 €, soit 703 € par habitant ;
- total des charges de fonctionnement : 1 326 000 €, soit 638 € par habitant ;
- total des ressources d'investissement : 996 000 €, soit 479 € par habitant ;
- total des emplois d'investissement : 1 349 000 €, soit 649 € par habitant ;
- endettement : 887 000 €, soit 427 € par habitant.

Avec les taux de fiscalité suivants :
- taxe d'habitation : 13,80 % ;
- taxe foncière sur les propriétés bâties : 25,10 % ;
- taxe foncière sur les propriétés non bâties : 43,52 % ;
- taxe additionnelle à la taxe foncière sur les propriétés non bâties : 0,00 % ;
- cotisation foncière des entreprises : 0,00 %.

Chiffres clés Revenus et pauvreté des ménages en 2020 : médiane en 2020 du revenu disponible, par unité de consommation : 30 800 €.

## Population et société

### Démographie

#### Évolution démographique
L'évolution du nombre d'habitants est connue à travers les recensements de la population effectués dans la commune depuis 1793. Pour les communes de moins de 10 000 habitants, une enquête de recensement portant sur toute la population est réalisée tous les cinq ans, les populations de référence des années intermédiaires étant quant à elles estimées par interpolation ou extrapolation. Pour la commune, le premier recensement exhaustif entrant dans le cadre du nouveau dispositif a été réalisé en 2005.

En 2022, la commune comptait 2 025 habitants, en évolution de +0,8 % par rapport à 2016 (Moselle : +0,52 %, France hors Mayotte : +2,11 %).
| 1793 | 1800 | 1806 | 1821 | 1836 | 1841 | 1861 | 1866 | 1871 |
| ---- | ---- | ---- | ---- | ---- | ---- | ---- | ---- | ---- |
| 403  | 386  | 422  | 413  | 458  | 423  | 406  | 415  | 721  |

| 1875 | 1880 | 1885  | 1890  | 1895 | 1900  | 1905  | 1910 | 1921 |
| ---- | ---- | ----- | ----- | ---- | ----- | ----- | ---- | ---- |
| 825  | 969  | 1 014 | 1 034 | 915  | 1 291 | 1 339 | 741  | 534  |

| 1926 | 1931 | 1936 | 1946 | 1954  | 1962  | 1968  | 1975  | 1982  |
| ---- | ---- | ---- | ---- | ----- | ----- | ----- | ----- | ----- |
| 771  | 789  | 749  | 870  | 1 459 | 1 500 | 1 615 | 1 568 | 1 776 |

| 1990  | 1999  | 2005  | 2006  | 2010  | 2015  | 2020  | 2022  | - |
| ----- | ----- | ----- | ----- | ----- | ----- | ----- | ----- | - |
| 2 130 | 2 341 | 2 295 | 2 271 | 2 135 | 2 029 | 2 032 | 2 025 | - |

### Enseignement
Établissements d'enseignements :
- Écoles maternelles et primaires.
- Collèges à Le Ban-Saint-Martin, Metz, Woippy, Moulins-lès-Metz.
- Lycées à Metz.

### Santé
Professionnels et établissements de santé :
- Médecins à Plappeville, Longeville-lès-Metz, Lessy, Châtel-Saint-Germain, Woippy.
- Pharmacies à Longeville-lès-Metz, Woippy, Metz.
- Hôpitaux à Scy-Chazelles, Metz.
- Centre hospitalier régional de Metz-Thionville.
- Le Centre de Rééducation Professionnelle (CRP) pour personnes handicapés Alpha Plappeville est situé depuis 1986 rue du Général de Gaulle[29].

### Cultes
- Culte catholique, Communauté de Paroisses Le Saint-Quentin[30], Diocèse de Metz.

## Économie

### Entreprises et commerces

#### Agriculture
- Culture et élevage associés.
- Élevage d'autres animaux.
- Culture de la vigne.

#### Tourisme
- Hébergements et restauration à Metz, Scy-Chazelles, Longeville-lès-Metz, Lessy.

#### Commerces
- Commerces et services de proximité.

## Culture locale et patrimoine

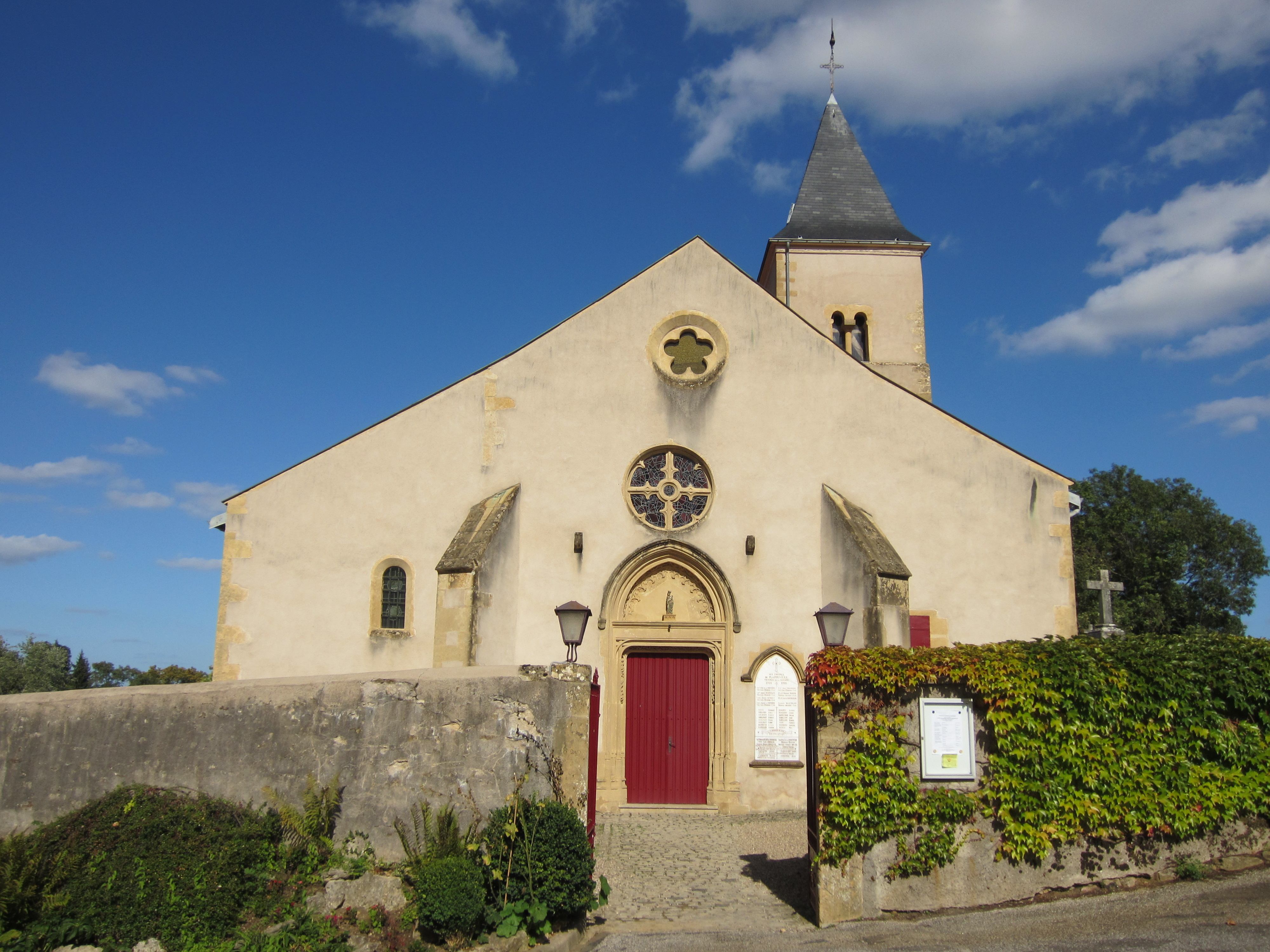
Façade de l’église Sainte-Brigide.
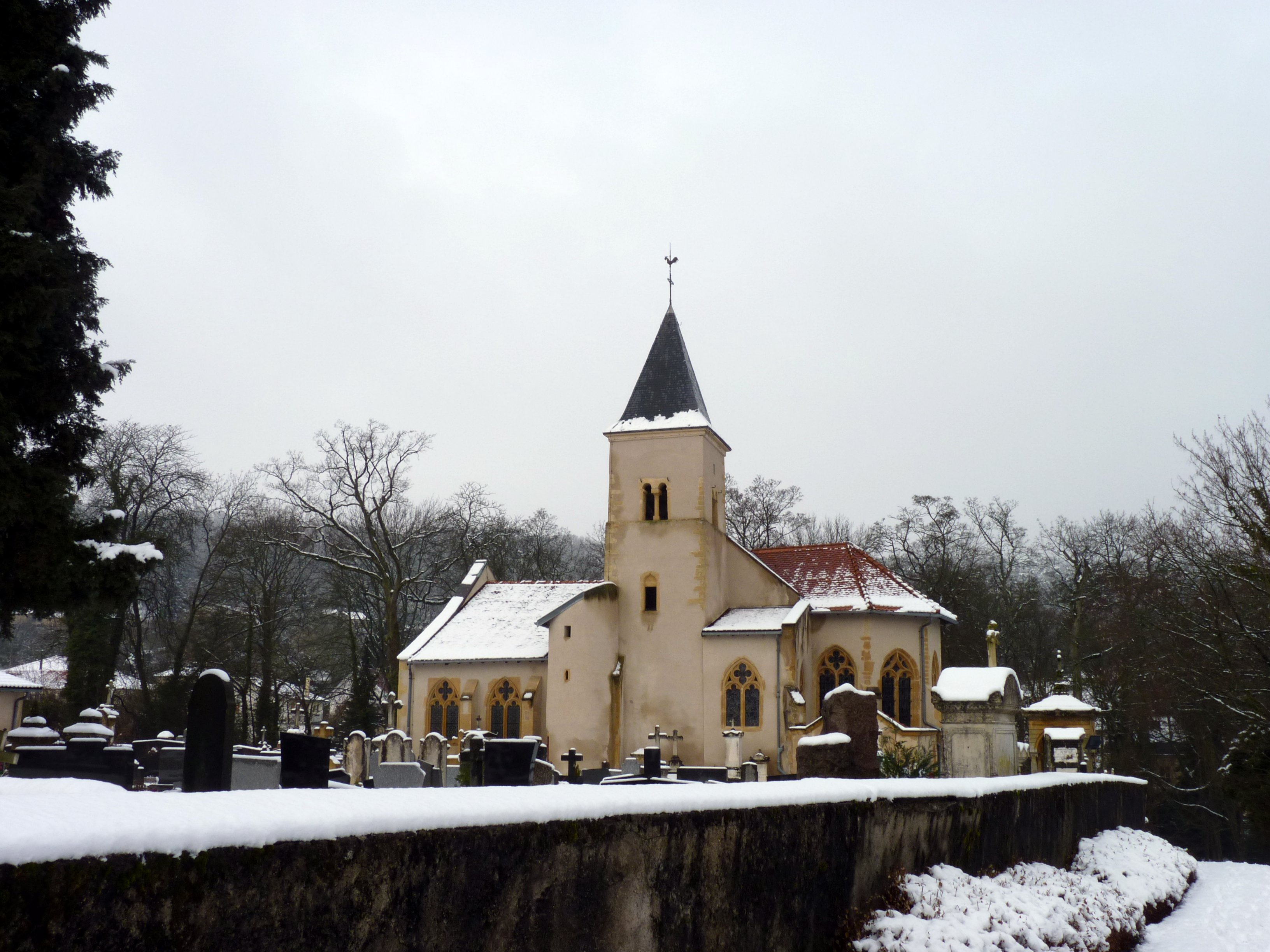
Église Sainte-Brigide, façade sud-est.
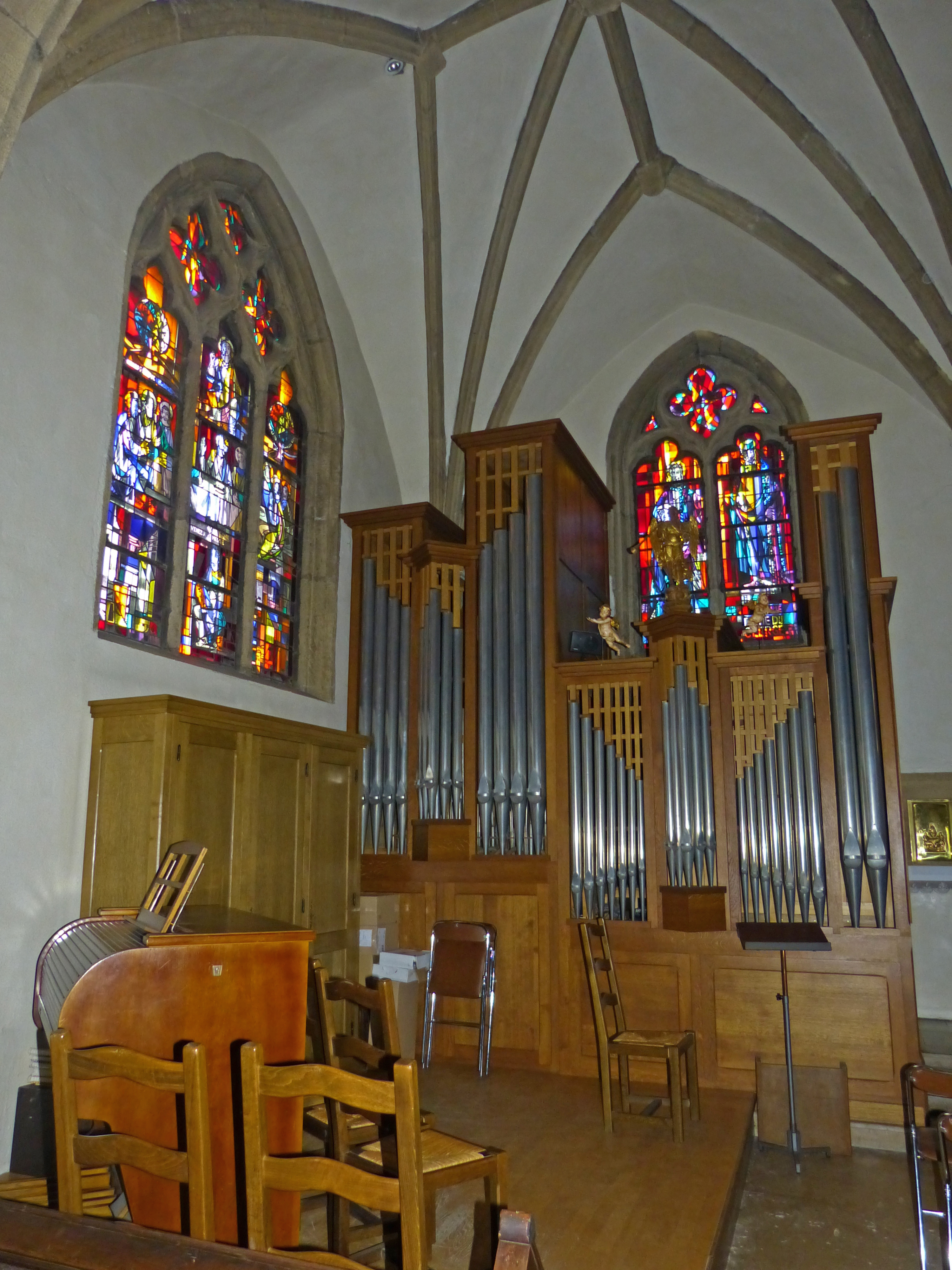
Orgue de l'église.
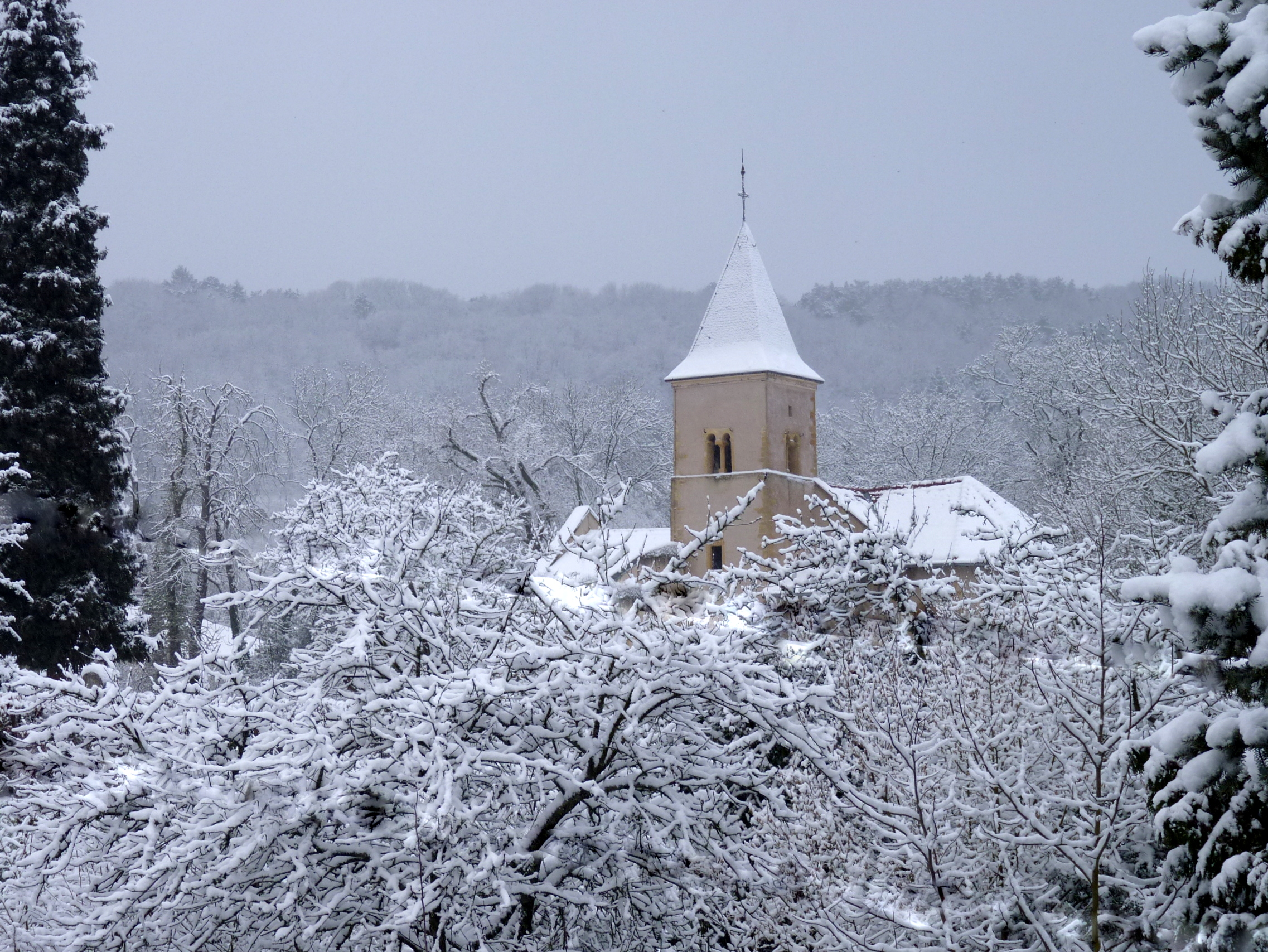
L'église Sainte-Brigide sous la neige.
La chapelle du Carmel.
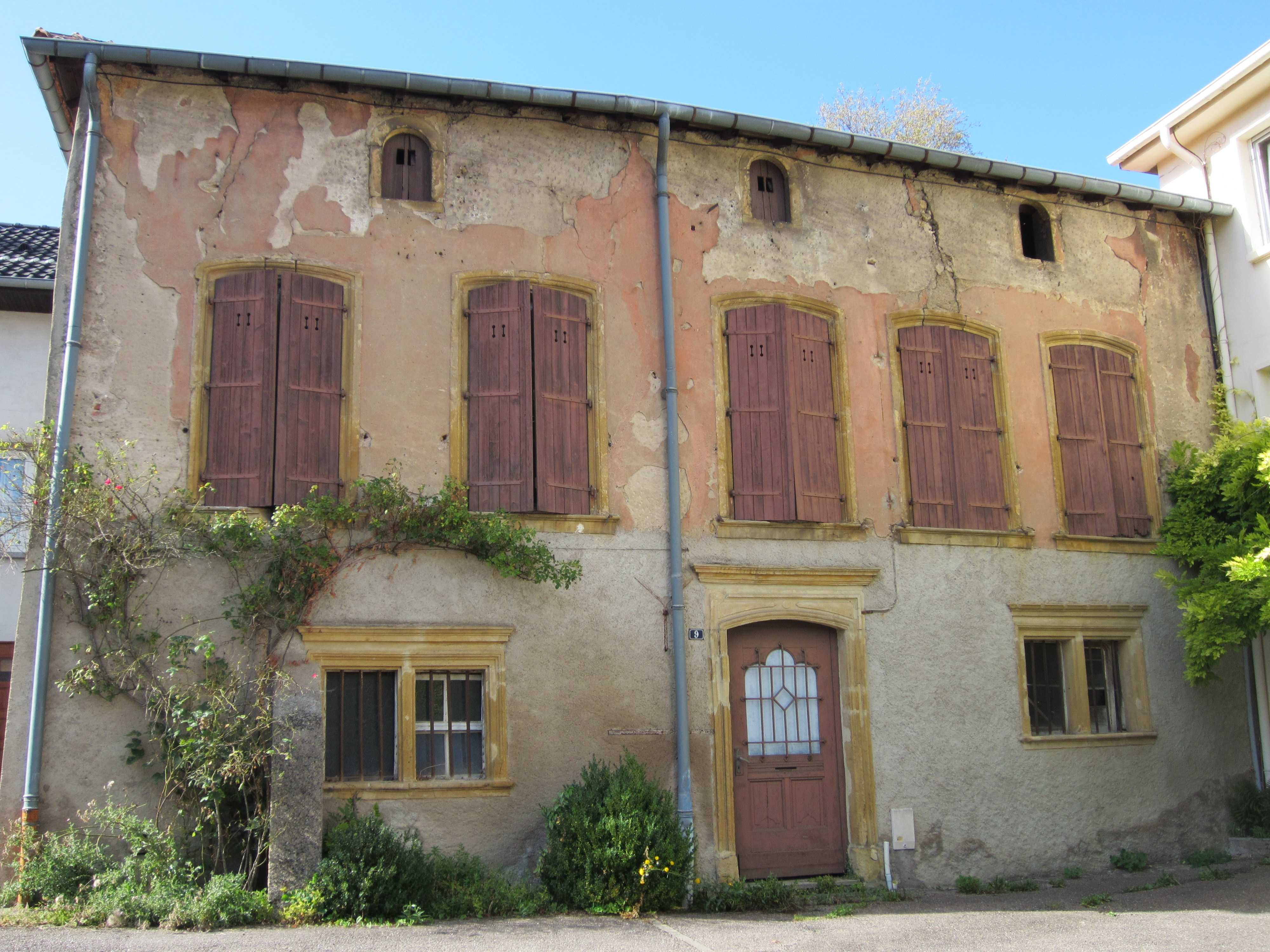
Migomay, maison de Paul Ferry.
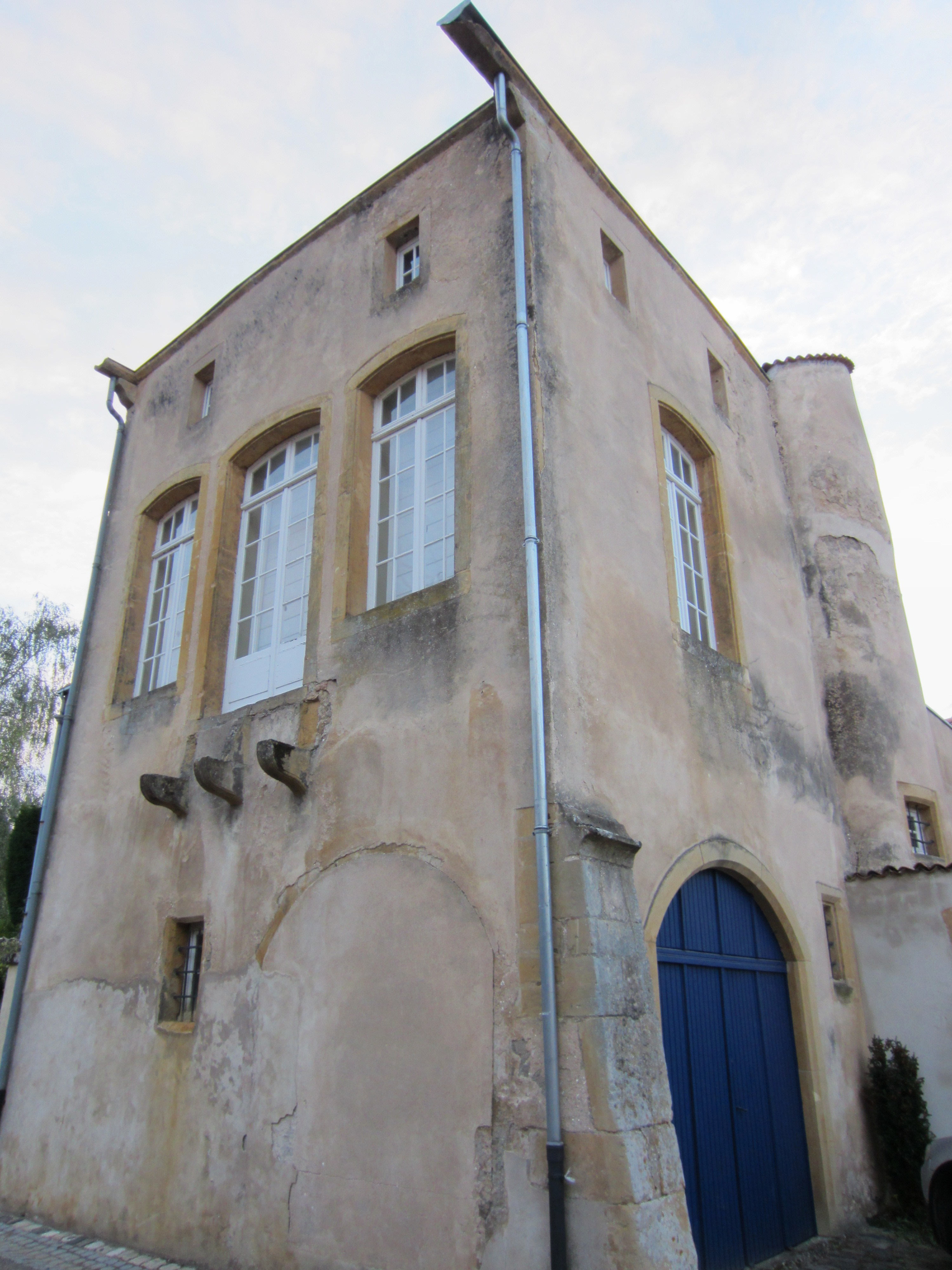
Château de Tignomont[31],[32].

### Lieux et monuments
- Maison d'Arros, foyer Saint-Michel, mairie actuelle : on ne connaît pas l'époque de construction de cette maison appelée autrefois château. En 1743, Louis Charles de Rostaing en est le propriétaire. En 1775, le comte d'Arros en est possesseur. Bazaine y installa son quartier général en 1870, lors de la bataille de Saint-Privat. En 1896, les religieuses du Pauvre Enfant Jésus achètent le domaine. Elles y créent un orphelinat jusqu’en juillet 1981. Cette remarquable demeure est rachetée par la commune qui y aménage la mairie en 1993 ;
- La maison du chapitre de la cathédrale dite « château de Tignomont » (1336). Le chapitre de la cathédrale de Metz possédait une maison forte à Tignomont. Elle avait un rôle défensif. Détruite par deux fois (1443 et 1636). Résidence et métairie jusqu’en 1794. La maison actuelle fut édifiée probablement à la fin du XVIe siècle ou au début du XVIIe siècle. Réhabilitée, elle est aujourd’hui habitée par des particuliers ; inscrite à l’inventaire supplémentaire des monuments historiques en 1988.
- Migomay, maison de Paul Ferry : cette ancienne maison probablement du XVIe siècle est le seul vestige des débuts du protestantisme à Metz. Elle est la « campagne » dans laquelle le célèbre pasteur Paul Ferry (1591-1668) venait s’installer de temps à autre[33]. Cette demeure est inscrite sur l’inventaire supplémentaire des monuments historiques depuis 2002[34] ;
- Les lavoirs[35] : de nombreuses sources alimentent fontaines et lavoirs. Ces derniers ont été utilisés par les lavandières jusqu’au milieu des années 1980. Leur réhabilitation en font des joyaux du patrimoine communal ;
- Maisons vigneronnes : dans le Pays messin, la tradition viticole est très ancienne et remonte à l’époque gallo-romaine. La vigne se développe et finit par recouvrir les pentes du mont Saint-Quentin. En 1848, elle couvre plus d’un tiers du territoire de la commune. Cette tradition explique la présence de nombreuses maisons vigneronnes dans le village ;
- Un arboretum situé au col de Lessy a été inauguré en 1989. De nombreuses espèces de végétaux régionaux y sont présentées.

#### Édifices religieux
- L'église Sainte-Brigide datant du XIe siècle[36], ruinée en 1445 lors du siège de Metz par le duc de Lorraine, l'église fut rebâtie en 1493 à l'emplacement d'un sanctuaire fortifié construit vers 1040[37]. Celle-ci garde encore quelques éléments de l'église romane qui s'intègrent harmonieusement au nouvel édifice reconstruit à l'initiative des abbés de Saint-Symphorien et avec l'aide des habitants du village. Entièrement restauré, l'édifice a retrouvé toute sa splendeur. La voûte s’effondre lors du bombardement du 19 novembre 1944. L'église est inscrite sur l’inventaire supplémentaire des monuments historiques par arrêté du 28 octobre 1980. Les vitraux sont de Camille Hilaire ;
- La chapelle du Carmel[38] ;
- Les calvaires : de nombreux calvaires disséminés dans le village témoignent de la croyance de nos ancêtres.
- Plaque commémorative[39] : Plaque commémorative et Conflits commémorés : 1914-1918 - 1939-1945 - Indochine (1946-1954) - AFN-Algérie (1954-1962) - Croix de guerre des Théâtres d'opérations extérieurs (TOE).

#### Ouvrage militaire
- Le fort de Plappeville, édifié par la France entre 1867 et 1870, rebaptisé fort Alvenslebenn et aménagé par les Allemands de 1871 à 1891 ;

### Gastronomie
Plappeville a sur son territoire la présence de vignoble d'appellation d’origine Moselle et est traversée par la route des vins de Moselle.

### Personnalités liées à la commune
- Joseph d'Arros (1779-1855), homme politique, maire de Longeville-lès-Metz, préfet du Finistère en 1819, de l'Aveyron en 1820 et de la Meuse en 1828, député de la Meuse de 1830 à 1831.
- Louis Ernest Marie Joseph Caignart de Saulcy, né à Grenoble en 1803, polytechnicien, officier de Marine, maire de Plappeville de 1857 à 1865. Entomologiste et spécialiste de la sériciculture, président de l’Académie de Metz.
- Albert Thiam, né à Plappeville en 1921, ébéniste lorrain, connu pour ses tableaux de marqueterie illustrant les traditions populaires de la région.
- Gottlieb Ferdinand Albert Alexis, comte de Haeseler, né à Potsdam, Generalfeldmarschall prussien ayant habité à Plappeville et inhumé dans la commune.

### Héraldique
| Blason de Plappeville | Blason  | De gueules à la crosse d'or, accostée de six langues de feu ordonnées 1 et 2 de chaque côté et brochant sur une septième du même en pointe, à l'oiseau d'argent brochant en pointe. |
| Blason de Plappeville | Détails | Le statut officiel du blason reste à déterminer. |